# Celestus anelpistus
Espèce
Synonymes
- Diploglossus anelpistus Schwartz, Graham, & Duval, 1979

Statut de conservation UICN

 CR A2c; B1ab(i,ii,iii)+2ab(i,ii,iii); C2a(i,ii) : 
En danger critique
Celestus anelpistus est une espèce de sauriens de la famille des Diploglossidae.

## Répartition
Cette espèce est endémique de République dominicaine.

## Publication originale
- Schwartz, Graham, & Duval, 1979 : A new species of Diploglossus (Sauria: Anguidae) from Hispaniola. Proceedings of the Biological Society of Washington, vol. 92, p. 1-9 (texte intégral).